# Альтернарія
Альтернарія (Alternaria) — рід аскомікотових грибів (Ascomycota).
Види Alternaria відомі перш за все як небезпечні патогени рослин. Також вони є звичайними алергенами людини, що ростуть в приміщеннях, спричинюють часто сінну гарячку, реакції гіперчутливості, що інколи приводять до появи бронхіальної астми, а у хворих із зниженим імунітетом можуть сприяти розвитку опортуністичних інфекцій.
Ці організми широко поширені в довкіллі, є частиною природної грибкової флори у всіх частинах світу. Багато з них — сапротрофи і розвиваються на будь-яких органічних субстратах. Резервуаром альтернарій є відмираючі рослини і рослинні залишки, з яких гриб потрапляє у ґрунт. Багатий ферментний апарат гриба забезпечує йому здатність існувати в досить різноманітних умовах. Спори легко поширюються вітром, іноді навіть з'єднані в ланцюжки, їх виявляють в повітряних масах скрізь, де є рослини, навіть в пилу міст. Альтернаріози, викликані Фітопатогенні представники роду Alternaria, уражують як культурні, так і дикорослі рослини, викликаючи патології у вигляді плям, гнилі, нальотів, що називають альтернаріозами. У культурі ростуть як товсті колонії чорного або темно-коричневого кольору.